# كامبانيت
بلدية كامبانيت (بالإسبانية: Campanet) هي بلدية تقع في منطقة جزر البليار شرق إسبانيا.

## الديموغرافيا
بلغ عدد سكان بلدية كامبانيت 2.612 نسمة عام 2011 (وفقاً للمعهد الوطني للإحصاء الإسباني).
| 2.255 | 2.333 | 2.412 | 2.515 | 2.562 | 2.602 | 2.612 |